# Trattmussling
Trattmussling (Lentinellus cochleatus) är en svampart som först beskrevs av Christiaan Hendrik Persoon, och fick sitt nu gällande namn av Petter Adolf Karsten 1879. Trattmussling ingår i släktet Lentinellus och familjen Auriscalpiaceae.  Arten är reproducerande i Sverige. Inga underarter finns listade i Catalogue of Life.

## Källor

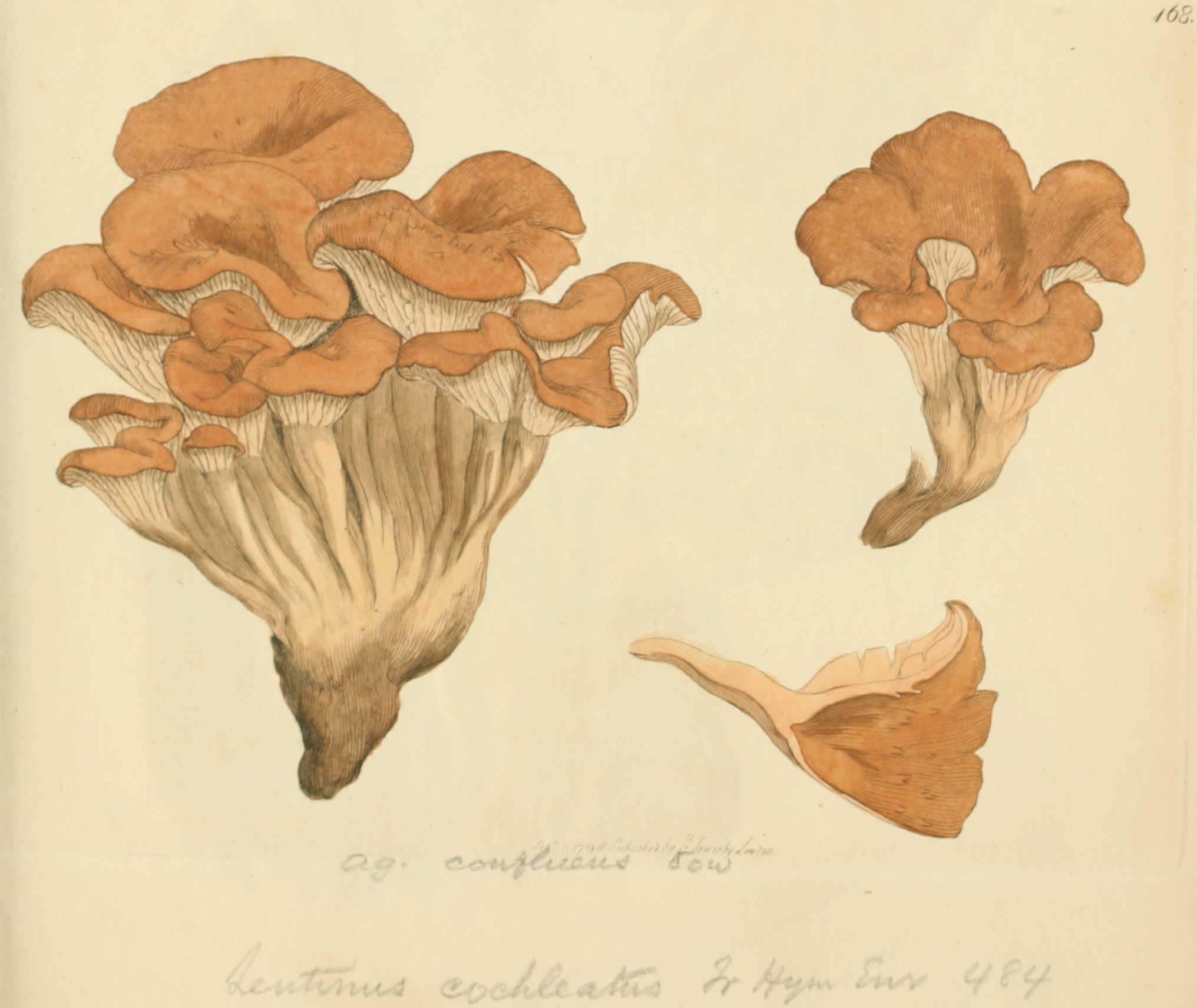
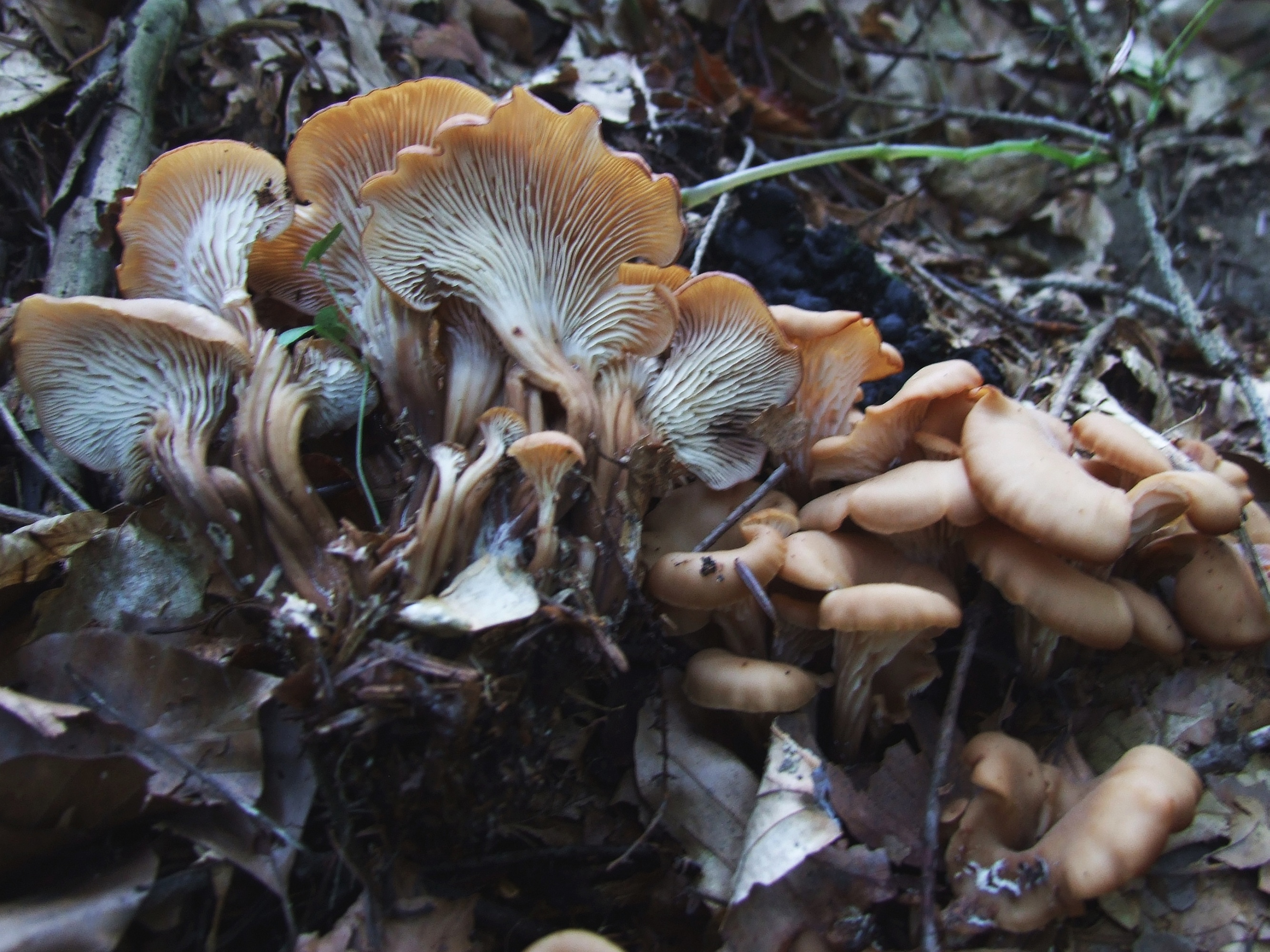